# Peru (Indiana)
Peru é uma cidade localizada no estado americano de Indiana, no Condado de Miami.

## Demografia
Segundo o censo americano de 2000, a sua população era de 12.994 habitantes.
Em 2006, foi estimada uma população de 12.719, um decréscimo de 275 (-2.1%).

## Geografia
De acordo com o United States Census Bureau tem uma área de
12,1 km², dos quais 12,0 km² cobertos por terra e 0,1 km² cobertos por água. Peru localiza-se a aproximadamente 198 m acima do nível do mar.

## Localidades na vizinhança
O diagrama seguinte representa as localidades num raio de 16 km ao redor de Peru.